# John Vardy
Pour les articles homonymes, voir Vardy.
John Vardy (février 1718 - 17 mai 1765) est un architecte anglais attaché au Royal Bureau des Travaux à partir de 1736. Il est un proche disciple de l'architecte néo-palladien William Kent.

## Jeunesse
John Vardy est né dans une famille simple ouvrière à Durham. Sa formation initiale est obscure. Sa carrière au Bureau des travaux, qui exige la majeure partie de son attention tout au long de sa vie, commence en mai 1736, lorsqu'il est nommé greffier des travaux à l'hôpital de Greenwich. Il est greffier des travaux au palais de Hampton Court, de janvier 1745 à 1746 ; greffier des travaux à Whitehall, palais de Westminster et palais St James, décembre 1746 à 1754 ; Palais de Kensington, juillet 1754 à 1761. Il est également greffier des travaux à l'Hôpital royal de Chelsea et arpenteur à la Monnaie.

## Vardy et William Kent
Ses relations avec William Kent, son aîné au Bureau des travaux, commencent vers 1736 et restent étroites. Vardy prépare pour publication le classique de la renaissance palladienne, Some Designs of Mr. Inigo Jones and Mr. William Kent, 1744. Il redessine et grave le plan de Kent de la grande salle à Hampton Court et élabore les plans ambitieux de Kent pour les nouvelles chambres du Parlement, sous la direction de Kent. Après la mort de Kent, Vardy et Thomas Robinson mènent les travaux sur les Horse Guards jusqu'à leur achèvement; Vardy publie des gravures de ses redessins du plan et de l'élévation.

## Clientèle privée
La routine de Vardy au Bureau des travaux limite son temps à consacrer à des clients privés. Ses immeubles londoniens ont pour la plupart subi le sort des constructions urbaines et ont disparu. Son œuvre la plus importante qui subsiste est Spencer House, St. James's, ironiquement renommée pour les intérieurs néoclassiques très anciens de l'étage supérieur, par James "Athenian" Stuart.
Pour Joseph Damer (1er comte de Dorchester), Vardy a probablement conçu Dorchester House, Park Lane, Londres, commencé en 1751-52. Il expose des dessins d'intérieurs à la Society of Artists, 1764. La maison est démolie en 1849.

## Famille
Le testament de Vardy mentionne son frère Thomas Vardy, sculpteur à Park Street, Grosvenor Square et son fils, John Vardy, Jr. qui succède à son père comme arpenteur à la Royal Mint. Il remodèle et agrandit la Queensberry House de Giacomo Leoni à Burlington Gardens, pour Henry Paget, 1er comte d'Uxbridge, en 1785-89 ; sous le nom d'Uxbridge House, qui abrite la Royal Bank of Scotland.
Sa fille Sarah épouse le sculpteur Richard Westmacott (l'aîné).

## Galerie d'œuvres architecturales

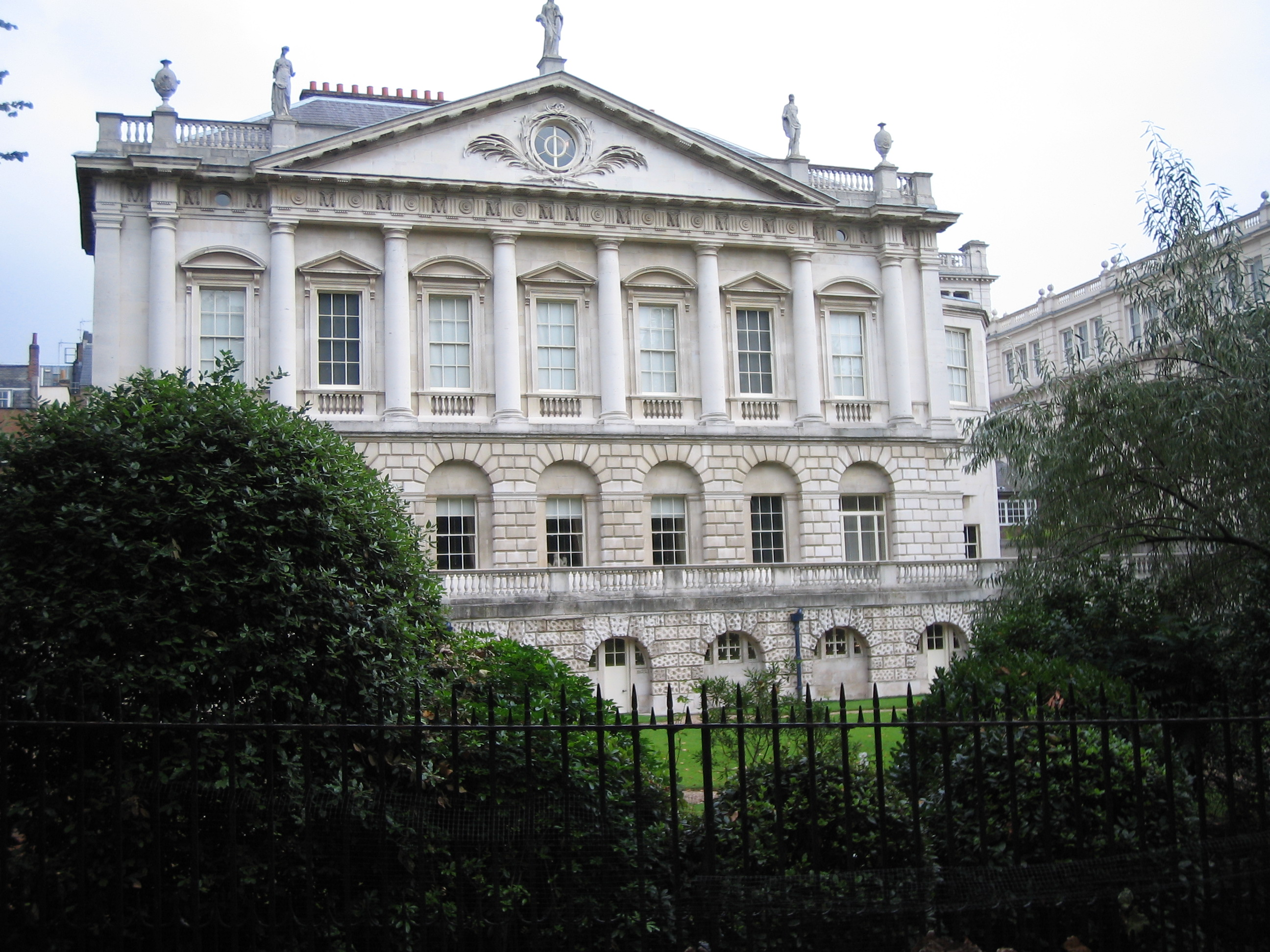
Spencer House, façade ouest
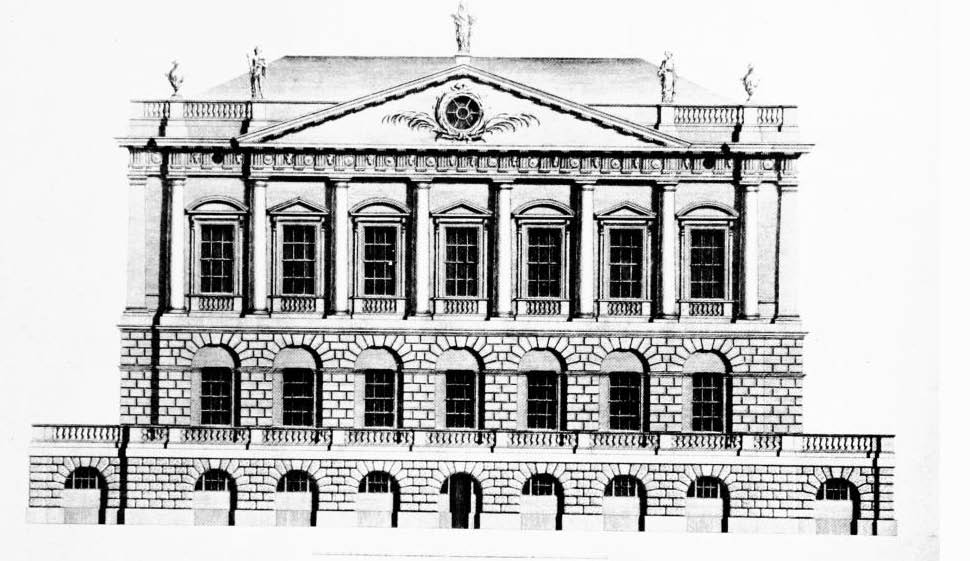
Spencer House, façade ouest
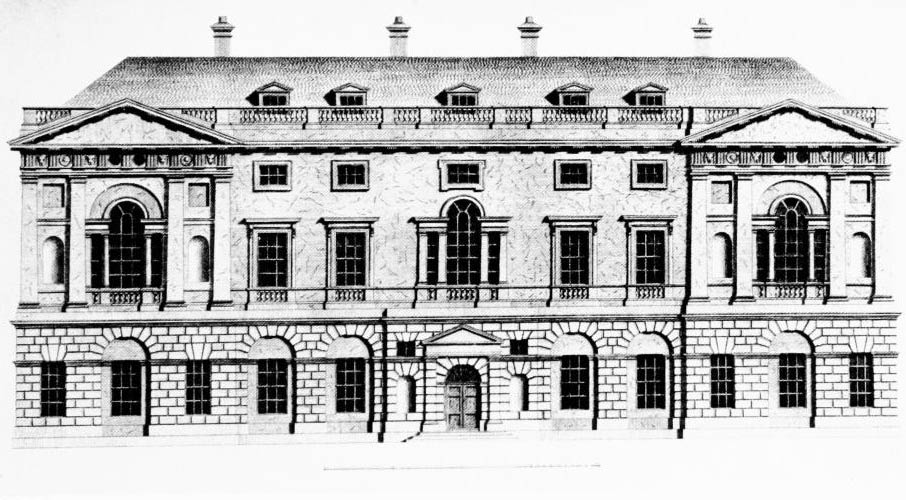
Spencer House, façade nord
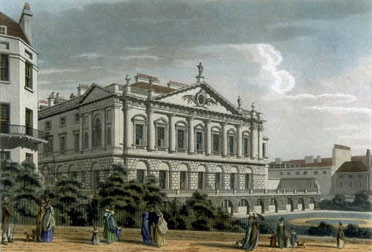
Spencer House, vers 1800